# Yerkish
Yerkish ist eine konstruierte Sprache mit 256 abstrakten Symbolen für Substantive und Verben. Mit diesen Symbolen versuchen Forscher sprachlichen Kontakt mit Primaten aufzunehmen. Die Yerkish-Tastatur ist an einen Computer angeschlossen, der jede Äußerung des Tiers speichert. Die Primatologen Sue Savage-Rumbaugh und Duane Rumbaugh untersuchten, wie die Affen Lana, Washoe und Sarah mittels der Tastatur mit Menschen kommunizieren. Die Zeichensprache Yerkish wurde von dem Psychologieprofessor Ernst von Glasersfeld (1917–2010) im Jahr 1970 gemeinsam mit Pedro Pisani am Yerkes National Primate Research Center in Atlanta für Verständigungsexperimente mit der Schimpansin Lana entwickelt.
Der Bonobo (Zwergschimpanse) Kanzi lernte die Verwendung von Yerkish in den ersten 2 Jahren seines Lebens durch das Beobachten des Trainings seiner Ziehmutter Matata. Durch den frühen Kontakt mit der Sprache hat Kanzi bis jetzt das beste Verständnis für die Zeichensprache.